# Enicurus
Enicurus é um género de aves da família Muscicapidae.
O grupo contém sete espécies, anteriormente classificadas no grupo dos turdíneos. Estas aves vivem em florestas montanhosas do Sudeste Asiático, geralmente próximo de rios. Caracterizam-se pela cauda relativamente longa e bifurcada.

## Espécies
Este género contém as seguintes espécies:
- Enicurus scouleri
- Enicurus immaculatus
- Enicurus schistaceus
- Enicurus maculatus
- Enicurus leschenaulti
- Enicurus borneensis
- Enicurus ruficapillus
- Enicurus velatus